# Washingtonský konsenzus
Washingtonský konsenzus je desatero hospodářských pravidel, sepsaných roku 1989 ekonomem Johnem Williamsonem jako pomoc rozvíjejícím se státům. Představují standardní reformní balíček pravidel, jež uznávaly washingtonské instituce, jako je Mezinárodní měnový fond, Světová banka a ministerstvo financí USA. Pravidla zahrnují požadavky na makroekonomickou stabilizaci, otevření ekonomik v rámci obchodu a investic a posílení tržních sil v rámci domácího hospodářství. Lze jej chápat jako jakýsi manuál neoliberální politiky.
Následně se začal i přes Williamsonův odpor používat pojem Washingtonský konsenzus v širším významu, kdy odkazuje na obecnější ekonomické orientace směrem k silně tržně založenému přístupu (někdy popisovanému jako neoliberalismus).

## Původní význam - Deset bodů Johna Wiliamsona
1. Fiskální disciplína bez velkých fiskálních deficitů k HDP.
2. Přesměrování veřejných výdajů od těch diskriminujících a růst potlačujících k oblastem, jako je vzdělání, zdravotnictví a infrastruktura.
3. Daňová reforma – rozšíření daňového základu a snížení mezních daňových sazeb.
4. Finanční liberalizace – tržně určované úrokové sazby.
5. Konkurenceschopný měnový kurz, který přinese rychlý růst netradičního exportu.
6. Liberalizace obchodu s důrazem na nahrazení dovozních kvót za cla, která mají být postupně snižována.
7. Zrušení bariér pro vstup zahraničních přímých investic.
8. Privatizace státních podniků.
9. Deregulace – zrušení těch regulací, které brání vstupu nových firem nebo omezují konkurenci s výjimkou regulací v oblasti bezpečnosti, životního prostředí, ochrany spotřebitele a dohledu nad finančními institucemi.
10. Ochrana vlastnických práv.

## Diskuze
Diskuze na téma Washingtonského konsensu bývá svárlivá, často z důvodu zaměňování významu pojmu, jak bylo uvedeno výše.
V roce 2002 přednesl autor pojmu přednášku na téma, zda Washingtonský konsenzus selhal, či nikoli.
Tvrdím, že je nejvyšší čas ukončit diskusi o Washingtonském konsenzu. Pokud máte tímto pojmem na mysli to, co jsem chtěl říci původně, pak je to alfou a omegou a nestojí to za diskusi. Pokud máte na mysli to, co Joe Stiglitz, pak stěží bude tento význam bránit někdo, kdo má na srdci ekonomický růst. Ani v jednom případě si to nezaslouží všechen ten inkoust, který byl vyplýtván na toto téma, ani pěnu u úst, kterou diskuze vyvolala.

Ekonom Jiří Jonáš srovnává Washingtonský konsenzus s Lisabonským programem:
…Lisabonský program představuje přiznání, že evropský hospodářský model založený na nadměrné úloze státu v ekonomice, na výrazném přerozdělování a zdanění, a na ochraně podniků i pracovní síly před tržními silami, vede k hospodářskému zaostávání. Přijetí Lisabonského programu znamená posun Evropy směrem k principům fungování hospodářství nazývaných poněkud zavádějícím způsobem „Washingtonský konsensus“. Pokud autoři [Miloš Picek a Jaroslav Ungerman] souhlasí se záměry Lisabonského programu, vítám je do klubu stoupenců Washingtonského konsensu.

Martin Tománek, nezávislý investiční analytik, na téma Washingtonského konsenzu:
Washingtonský konsensus jako takový neselhal, ani se nevyčerpal. Jedná se o souhrn politik, které v praxi uplatňují zodpovědné vlády po celém světě. Pro transformující se ekonomiky může být nicméně velmi těžké jej realizovat. Deset bodů konsensu totiž označuje spíše cíl než cestu k tomuto cíli. Přestože například hovoří o finanční liberalizaci, neříká nic o tom, jakým způsobem a v jakém časovém horizontu má být provedena. Nevýhodou je rovněž fakt, že nemůže brát v úvahu jedinečné podmínky daného státu. Toho musí být schopni samotní reformátoři.

Pravicový ekonom Pavel Kohout zdůrazňuje, že výhody aplikace Washingtonského konsensu může zhatit korupce.
A co na to občan? Bude z ekonomických reforem nadšen? Podíl nespokojených bude tím větší, čím horší je v Tramtárii korupce. S ní totiž Washingtonský konsensus nepočítá. Kde vládne korupce, nefungují žádné ekonomické poučky a teorie.
Zde je jádro problému. Washingtonský konsensus se v praxi realizuje mnohem obtížněji než na papíře – což vede k tomu, že levice nálepkuje, nálepkuje a nálepkuje, a nikterak jí nevadí, že neoliberalismus je vlastně vymyšlený bubák.

## Kritika
Mezi nejznámější kritiky Washingtonského konsenzu patří nositel Nobelovy ceny za ekonomii Joseph Stiglitz a profesor ekonomie na Harvardově univerzitě Dani Rodrik.

### Joseph Stiglitz
Stiglitz kritizuje autora Washingtonského konsenzu Johna Williamsona za to, že se nezmiňuje o inflaci. Kontrola vysoké inflace by podle Stiglitze měla být prioritou. Dále konstatuje, že pokud je ekonomika dané země nekonkurenceschopná a nemá žádnou komparativní výhodu, mohou se přínosy volného obchodu a privatizace ztrácet například dobýváním renty, což uskutečňují zájmové skupiny. Jeho další poznámka směřuje k tomu, že politiky, které fungují v jedné zemi, nemusí fungovat v ostatních zemích. Země se od sebe liší kulturně a institucionálně. Svoji kritiku podkládá tím, že nejúspěšnější rozvojové země nešly cestou Washingtonského konsenzu. Zdůrazňuje úspěchy Číny, Indie a Vietnamu.

### Dani Rodrik
Rodrikova kritika se zaměřuje především na instituce. Tvrdí, že nejdříve musí být zaveden kvalitní institucionální rámec a potom až mohou být aplikovány liberální reformy. Konkrétně konstatuje, že standardní politické reformy nepřinášejí trvalé účinky, pokud jsou v pozadí špatné instituce. Zásadní politiky musí být zakotveny v solidních institucích. Liberalizace obchodu by nefungovala, kdyby nebyly zavedeny daňové instituce, které by vyrovnaly ztrátu z obchodních příjmů, celníci by nebyli dostatečně kompetentní, instituce trhů práce nefungovaly. Politické reformy typu Washingtonského konsenzu jsou neúčinné, protože neexistuje nic, co by zajistilo, že mohou být úzce zaměřeny na to, co může být nejdůležitějším omezením blokující hospodářský růst. Trikem je najít ty oblasti, kde reforma přinese největší návratnost. V opačném případě jsou političtí činitelé odsouzení k přístupu stříkací pistolí. Střílí svou reformní pistolí na co nejvíc cílů a doufají, že se trefí. Rodrik navazuje na svou kritiku a rozšiřuje Washingtonský konsenzus o dalších deset bodů. Jeho deset bodů klade především důraz na institucionální faktory.
Mezi tyto body patří:
1. řízení a správa firem (corporate governance)
2. boj proti korupci
3. pružné trhy práce
4. přijetí principů WTO a dohody s WTO
5. zavedení a dodržování mezinárodních účetních a finančních standardů
6. obezřetná liberalizace kapitálového účtu
7. jednoduchý univerzální režim měnového kurzu – buď zcela fixní nebo floating
8. nezávislá centrální banka / inflační cílování
9. sociální záchranná síť
10. cílené snižování chudoby